# Mount Paget
Der Mount Paget ist mit 2934 m der höchste Berg Südgeorgiens und damit auch der höchste Gipfel der britischen Überseeterritorien. Er ist stark vergletschert.
Er ist ein sattelförmiger Berg und markiert den höchsten Punkt der Allardyce Range in der Mitte Südgeorgiens. Unter Bergsteigern gilt er wegen seiner extremen Bedingungen (extreme Wetterumschwünge) als äußerst schwierig zu bezwingender Gipfel und wurde deshalb erst von einer Handvoll Menschen erklommen. Die Erstbesteigung erfolgte am 30. Dezember 1964 durch Malcolm Burley. Selbst die einfachste Route zwingt den Bergsteiger zum Schnee- und Eisklettern.
Namensgeber ist der britische Admiral Alfred Wyndham Paget (1852–1918), der ein Geschwader der Royal Navy befehligt hatte, aus dem die HMS Sappho 1906 zu einer Erkundungsfahrt nach Südgeorgien abberufen worden war.